# ムンバイ同時多発テロ
ムンバイ同時多発テロ（ムンバイどうじたはつテロ）は、2008年11月26日夜から11月29日朝にかけて、インドのムンバイで外国人向けのホテルや鉄道駅など複数の場所が、イスラーム過激派と見られる勢力に襲撃され、多数の犠牲者を出したテロ事件。

## 概要

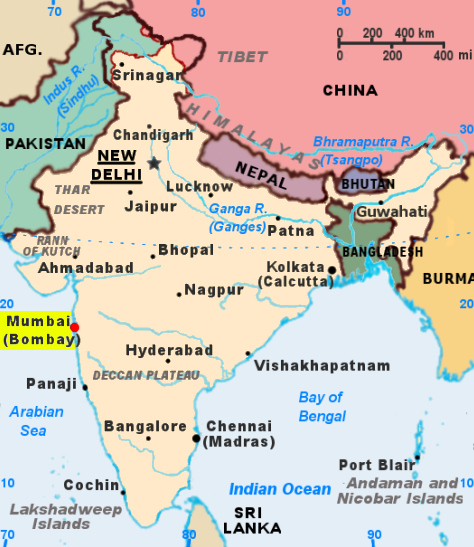
インド西海岸沿いに位置するムンバイ

2008年11月26日夜、インド最大の都市であり商業の中心地でもあるムンバイ（旧名ボンベイ）で、同時多発的に発生した 10件のテロ立てこもり事件は、11月29日朝、陸軍部隊がすべての立てこもり拠点を制圧して終結した。
少なくとも172人ないし174人（うち34人は外国人）が死亡、負傷者は239人 にのぼることが確認されている。
テロ攻撃のうち8件が南ムンバイで起こった。標的となったのは、混雑したチャトラパティ・シヴァージー・ターミナス駅、二カ所の五つ星ホテル（ナリーマン・ポイントにあるオベロイ・トライデントとインド門近くのタージマハル・ホテル）、コラバ地区にある旅行者に人気のレストラン（レオポルド・カフェ）、カマ病院、ユダヤ教正統派のナリーマン・ハウス（ムンバイ・ハバド・ハウス）、メトロ・アドラブ映画館である。ムンバイ警察の本部ではマハーラーシュトラ州対テロ特殊部隊の隊長を含む、少なくとも3人の警察幹部が銃撃戦によって死亡した。
ムンバイ港湾地区のマズガーオン造船所では爆発があった。10件目の事件として、空港に近い北ムンバイのヴィレー・パールレー郊外におけるタクシーの爆発があげられるが、南ムンバイの同時テロとの関連性は不明である。
デカン・ムジャーヒディーンと名乗る組織から、事件の犯行声明を主張する電子メールが報道機関に送られた。
捜査によりこの電子メールの発信元はパキスタンであることがつきとめられた。
しかし、テロ実行犯たちの所属組織は特定されていない。インドのマンモハン・シン首相は、このテロ事件は単独では実行不可能であったろうから、おそらく「外部とのつながり」があるだろうと述べた。
警察の発表によると、逮捕したテロリストのうち一人が、自分たち実行犯はパキスタンに本拠を置くイスラーム主義組織ラシュカレトイバ（Lashkar-e-Taiba）に所属していると供述したとのことである が、このことはインド・パキスタン両国の関係に深刻な影響をもたらす可能性がある。
しかし、パキスタン政府はテロリスト集団への支援を否定し、「テロリストには宗教など全く関係ない」との考えを明らかにした。
インディアン・ムジャーヒディーンのテロリスト集団は2008年9月にも、ムンバイの市内複数箇所で爆破事件を起こすと犯行予告を出していた。
いくつかのテレビ報道によると、オベロイ・タワーで人質を取って立てこもっている最中、テロリストの一人は、国内のあるテレビチャンネルの放送において、人質解放の条件としてインドで拘束されている「ムジャーヒディーン」全員の釈放を要求した。また、この実行犯は、その場に7人の仲間が人質を取って立てこもっている、とも述べた。
この要求は、ナリーマン・ハウスの人質の一人がニューデリーにあるイスラエル領事館へかけた電話でなされたものと伝える報道もある。
アルカーイダがこの攻撃に関与しているかどうかについては、専門家の間でも意見が分かれている。パキスタンに詳しい解説者の中には、この事件の背景にはインド国内のテロ勢力がいると示唆する向きもある
。
ムンバイ同時テロは11月28日早朝にいったん終結宣言が出されたが、直後に撤回された。鎮火され、兵士たちが人質を避難させ、犠牲者の遺体を片付けていた ナリーマン・ハウスとオベロイ・トライデントでは、特殊部隊兵士により人質が救出された。ユダヤセンターでは殺害された5人の人質が発見された。
ニュースはその後、タージマハル・ホテルには依然2～3人のテロリストが潜伏しており、複数の爆発音が聞こえ銃撃戦が続いていると報じた。火災がタージマハル・ホテルの一階で発生し、二階部分からもうもうたる煙が立ち上った。タージマハル・ホテルの建物への損害はすさまじく、屋根部分のドームを含むパレス棟の一部は破壊されたと伝えられた。軍治安部隊（NSG）によるホテル鎮圧作戦は完了し、その際に実行犯3人が死亡したとされている。
タージマハル・ホテルの制圧が完了し同時テロ事件が本当に終結したのは、11月29日朝のことであった。
このテロ事件は、インドとパキスタンの緊張関係を一層悪化させた。
インド外務省は、12月1日にパキスタン高等弁務官のShahid Malikを呼び、パキスタンの土壌から生まれたテロをパキスタンが抑え込めなかったことについて公式に抗議した。

## 場所
| 場所                                          | 攻撃の種類                                                                  |
| --------------------------------------------- | --------------------------------------------------------------------------- |
| チャトラパティ・シヴァージー・ターミナス駅    | 銃撃、手榴弾攻撃                                                            |
| コラバ地区のレオポルド・カフェ                | 銃撃                                                                        |
| タージマハル・ホテル                          | 銃撃 、6回の爆発、地下・1階・最上階の火事、人質、 RDXも近くで見つかっている |
| オベロイ・トライデントホテル                  | 銃撃、爆発、人質、火事                                                      |
| メトロ映画館                                  | カージャックされた警察ジープからの銃撃                                      |
| カマ病院                                      | 銃撃、人質                                                                  |
| ナリーマン・ハウス（ムンバイ・ハバド・ハウス) | 立てこもり、銃撃、人質                                                      |
| 北ムンバイ、ヴィレー・パールレー郊外          | 車の爆破                                                                    |
| マズガーオン造船所                            | 爆発、船の占拠                                                              |
| ギルガーオン、チョウパーティー海岸            | ガムデーヴィー警察署のチームによりテロリスト一人が殺され、一人が拘束された  |

## 出来事
インドは近年多くの爆弾攻撃を受けており、ムンバイも多くのテロ攻撃を受けてきた。
今回のテロ攻撃に先立ち、タージマハル・ホテルのオーナーやインド沿岸警備隊には警告が届いていた。アメリカもインドに対して、海路を経由したテロ攻撃について警告を行っていた。今回のテロに参加したテロリストの多くは、港の外に停泊した船舶からボートに乗り移ってムンバイに上陸したものと考えられている。

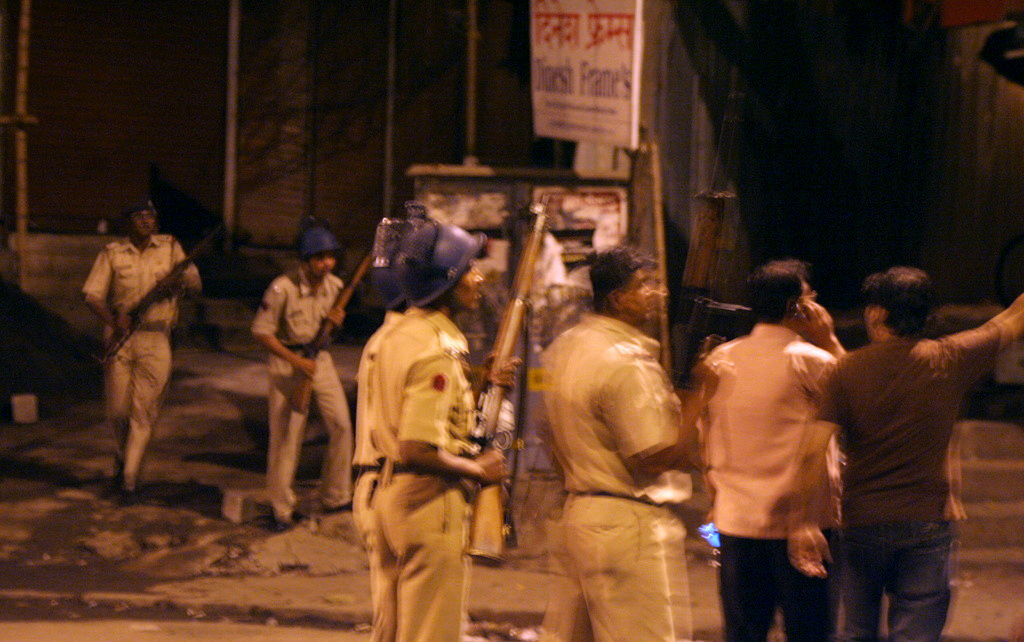
コラバ地区でテロリストを探す警察

11月26日午後8時10分、大きなバッグをいくつも抱えた10人くらいのイスラーム系テロリストを載せたボートがムンバイのカフ・パレード近隣の Macchimar Nagarに着岸し、そこで6人が上陸し、4人は岸に沿って航海を続けた。
近隣住人がそのグループに職業を尋ねると、彼らは学生だと答えた。午後8時30分、同じような出来事がコラバ地区でもあった。ウルドゥー語を話す10人の男が空気注入式の高速ボートに乗って岸についた。彼らは、マラーティー語を話す地元の漁師に向かって、余計な御世話だと言うと2方向にわかれて去った。この漁師は警察に報告したが、ほとんど反応はなかったという。
テロ攻撃は午後9時20分ごろ始まった。このとき、AK-47自動小銃で武装した2人のテロリストがチャトラパティ・シヴァージー・ターミナス駅に入ってきて、銃を撃ち手榴弾を投げ、少なくとも10人が死亡した。タージマハル・ホテルでは、2人のテロリストが7人の外国人を含む15人の人質をとって立てこもった。

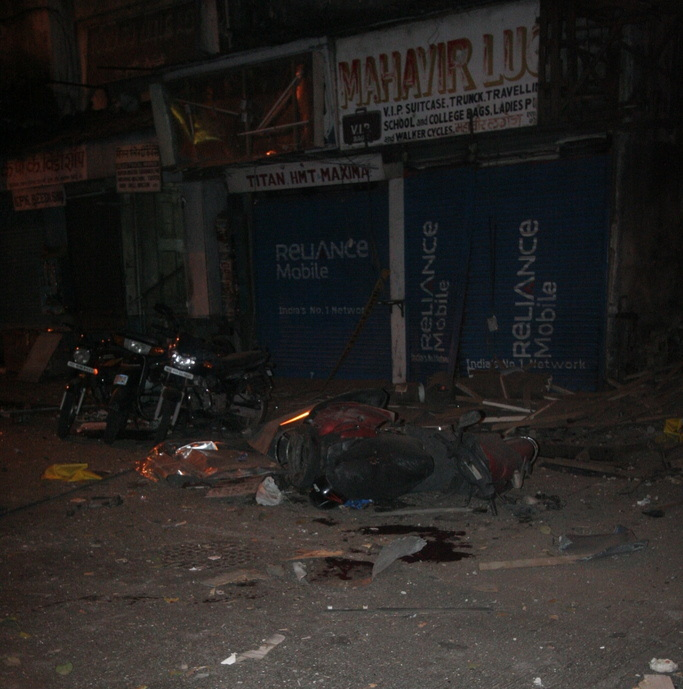
血の海に横たわる自転車

CNNは午後11時に、タージマハル・ホテルの人質事件は解決したと報じ、人質はすべて解放されたというマハーラーシュトラ州警察長の言葉を引用したが、後になって、ホテルにはまだ人質が残っていたことが分かった 。

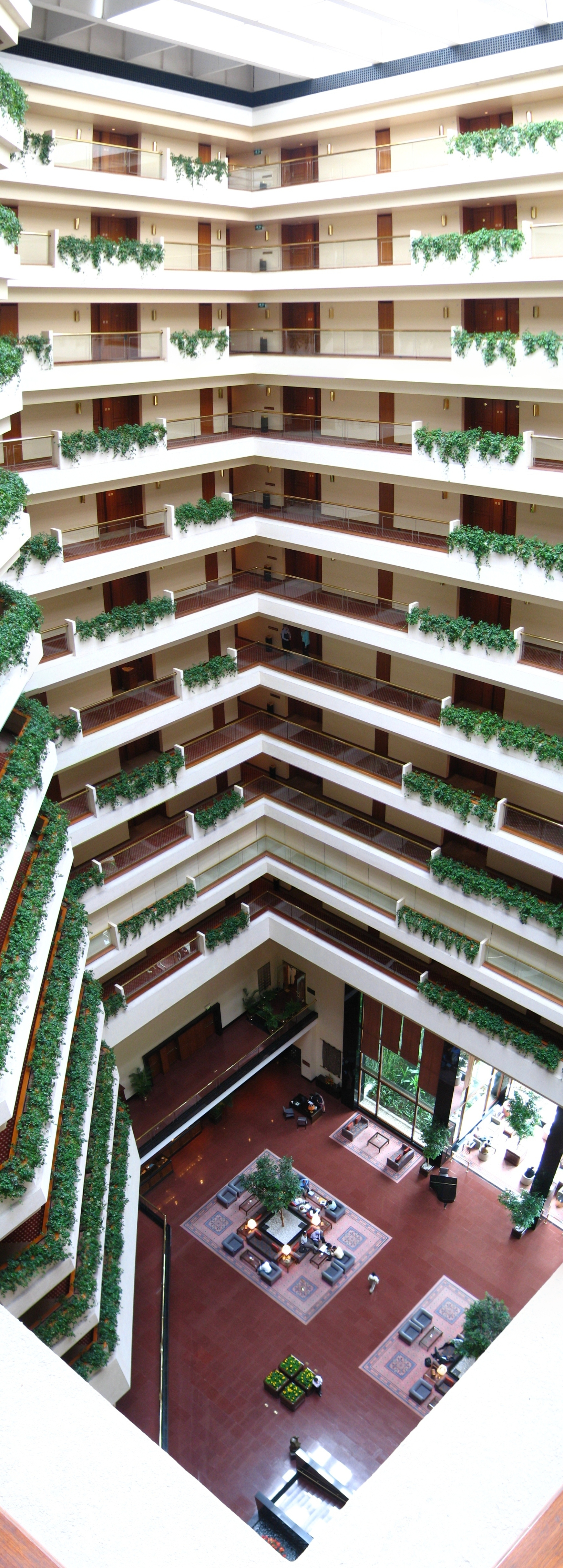
オベロイ・トライデントの内部

オベロイ・トライデントホテルでは、40人が人質となっていた。
爆発はタージマハル・ホテルで6回、オベロイ・トライデントで1回あったと報じられた。
タージマハル・ホテルは、午前4時22分には政府に完全に統制されたと報じられ、インド人のコマンドがオベロイの中にいた二人のテロリストを殺害し、建物を制圧した。
二か所のホテルでは火事が起き、急襲部隊と陸軍に包囲されていた。陸軍のコマンド400人と 軍治安部隊 (NSG)のコマンド300人と、36から100人のMARCOSコマンドが現場に送られた。
テレビ局からのライブ映像をテロリストが受信しているという報告があり、ホテルへの配信は停止された。
タージマハル・ホテルではすべてのテロリストが排除され、警察と消防が中に残されていた50人ほどの人々を救いだそうと働いていた。 ヴィル・パールで小規模の爆発があり、サンタクルーズも手榴弾で攻撃されたと報じられた。南ムンバイの Nepean Sea Roadでも2回の爆発が報じられた。現地の鉄道のうち、インド西部鉄道のムンバイ郊外線は運行していたが、インド中央鉄道は止まっていた。立てこもりが続くオベロイではさらなる爆発が報じられた。
その間、警察はマズガーオン造船所に停泊していた武器弾薬が満載のボートを押収した。

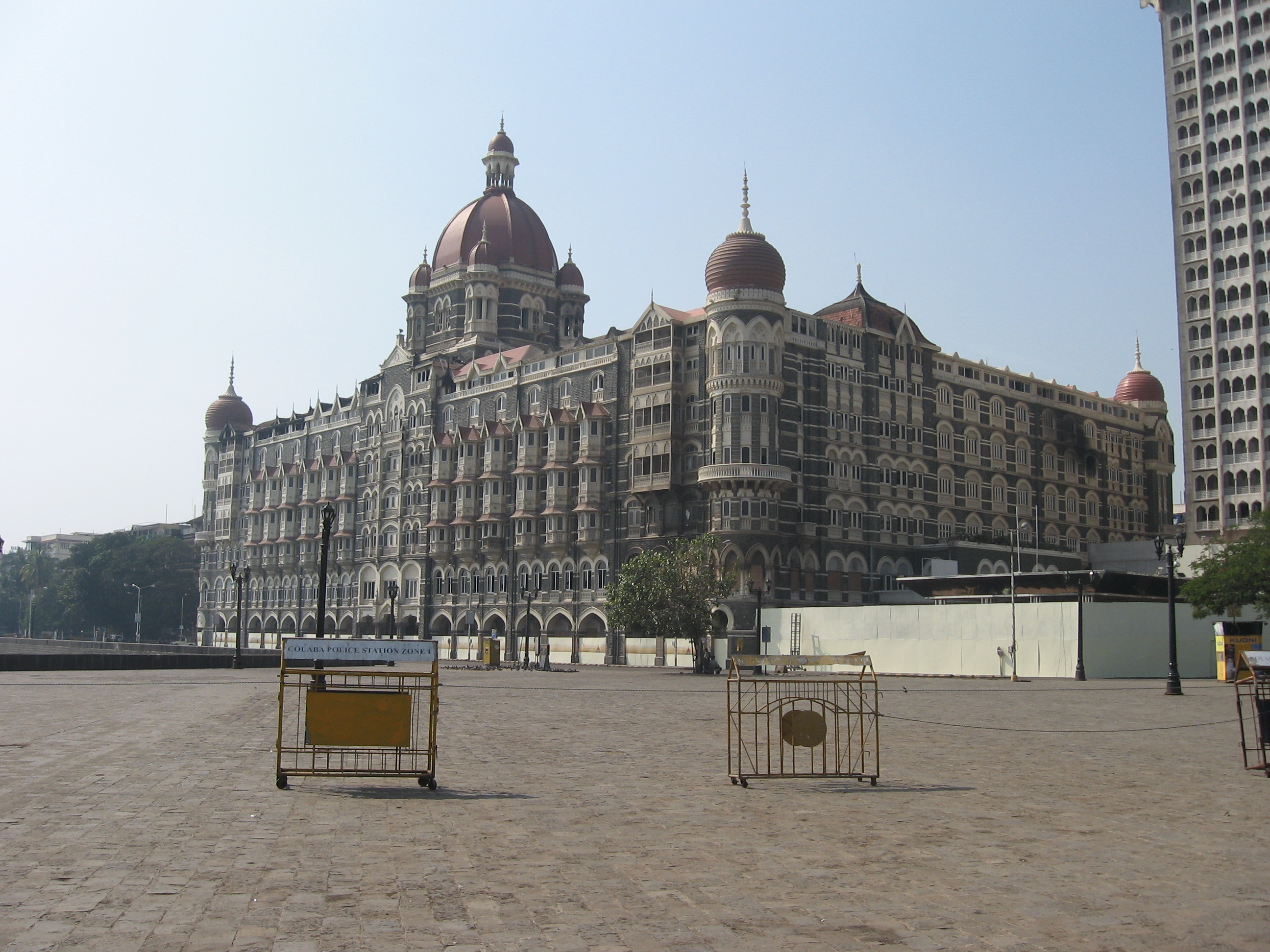
事件直後のタージマハル・ホテル（2008年12月撮影）

襲われたホテルには、さまざまな国や組織の議員なども滞在していて、巻き込まれかけたり危うく難を逃れたりしている。
ニューヨーク・タイムズによると、テロリストはコラバ地区にあるハバド・ルバヴィッチ派のナリマン・ハウス（ムンバイ・ハバド・ハウス)でも人質をとって立てこもった。
11月29日早朝、ラビである Gavriel Holtzberg師とその夫人はほかの人質とともに建物の中で殺されているのが発見されたと報じられた。
11月29日、タイムズ・オブ・インディアは、この戦いは発生から60時間後にインド治安部隊の手で終結したと報じた。タージマハル・ホテルで最後の作戦が完了したのは、11月29日午前8時のことだった。治安部隊はオベロイ・トライデントで250人、タージマハル・ホテルで300人、ナリーマン・ハウスで12家族60人を救出した。11月29日付のABCニュースによると殺された人は計172人にのぼった

## 犯行声明
デカン・ムジャーヒディーンと名乗る組織が報道機関への電子メールで 関与を主張している。9月には、インディアン・ムジャーヒディーンが将来、攻撃を行うと警告していた。 目撃者によると、銃をもったテロリストたちは、アメリカと英国のパスポートをもった人間をより分けていたという。 同時に、インデペンデント紙によれば、攻撃者はヒンディー語もしくはウルドゥー語を話す若い南アジア系で、自分たちは外国人ではなくインド武装勢力のメンバーであると示唆していたという。
いくつかのメディアは、これらのテロ攻撃をパキスタンに本拠を置くイスラーム武装勢力ラシュカレトイバによるものと報じている。ニューヨーク・タイムズによれば、国際的なセキュリティ専門家がデカン・ムジャーヒディーンについて何も発見できないとし、アナリストの一人はこれを表看板と見ているという。
もしラシュカレトイバが関与しているなら、このテロはアルカーイダにつながる可能性がある が、 ラシュカレトイバは関与を否定している。 テレビのSky Newsはテロリストの一人が「お前たちはカシミールでどれだけ多くの人が殺されたか知っているのか？お前たちの軍隊がイスラーム教徒をどのように殺してきたか知っているのか？」とパキスタン訛りのアクセントで叫んだと報じた。ガーディアンは アルカーイダが関与しているのではないかとの憶測について、ミスリーディングであろうとしている。
デイリー・テレグラフによれば、セント・アンドルーズ大学のある教授は、アルカーイダはテロ作戦について詳細な計画を設定するが、世界各地でわれわれが見るのはその計画をコピーしたアルカーイダとは異なる人々、異なるグループであると論じる。
多くのアナリストが、今回の攻撃はパキスタン勢力ではなく、今年一連の爆破事件を起こしたと考えられているインド過激派グループによる可能性が高いとみている。
インド情報機関はテロリストたちがパキスタン・カラチ港から貨物船「アルファ」号で渡航してムンバイに潜入したと見ていたと、いくつかのインドのニュースは伝えた。 このためインド海軍と沿岸警備隊は西海岸の警戒を強めていた。インドの英字新聞「ザ・タイムズ・オブ・インディア」はインドの沿岸警備隊が数日前に行方不明になっていた船を押さえたと報じた。
グジャラート州の警察は今回のテロは、2002年に起こったアークシャルダーム寺院襲撃事件に似ているとした。これらの報道は、 インド海軍が貨物船「アルファ」号を調べて事件に関与している証拠がないとしたことから退けられた が、この船の調査は続いている。あるインド海軍ソマリア海賊対策担当者は、攻撃がソマリア沖の海賊に関係している可能性を排除することはできないとしている。

## 死傷者
| 国籍           | 死者 | 負傷者 |
| -------------- | ---- | ------ |
| インド         | 139  | 256    |
| イスラエル     | 7    | -      |
| アメリカ合衆国 | 6    | 2      |
| ドイツ         | 3    | 3      |
| オーストラリア | 2    | 2      |
| カナダ         | 2    | 2      |
| フランス       | 2    | -      |
| イギリス       | 1    | 7      |
| 中華人民共和国 | 1    | 1      |
| 日本           | 1    | 1      |
| ヨルダン       | 1    | 1      |
| イタリア       | 1    | -      |
| マレーシア     | 1    | -      |
| モーリシャス   | 1    | -      |
| メキシコ       | 1    | -      |
| シンガポール   | 1    | -      |
| タイ           | 1    | -      |
| スペイン       | -    | 2      |
| オマーン       | -    | 2      |
| オーストリア   | -    | 1      |
| フィリピン     | -    | 1      |
| フィンランド   | -    | 1      |
| ノルウェー     | -    | 1      |
| 計             | 171  | 284    |

## 報道
ムンバイ同時テロでは、事件報道においてソーシャルメディアと市民ジャーナリズムの重要性が増していることが浮かび上がった。多くの人々が次々と明らかになる事件の状況をTwitterやFlickrで報じ、情報は「ムンバイ」や「攻撃」という検索タグでまとめられた。テロ攻撃の翌日、インド政府はムンバイ市民に警察活動の実況をTwitterで流すのをやめるよう依頼した。多くのインド人ブロガーがテロ事件をブログで実況した。事件発生箇所がGoogle マップでピックアップされた。英語版ウィキペディアなどもまた、既存メディアより先んじて事件の詳細を報じた。

## 事件後
実行犯の中では、パキスタン人のアジマル・カサブ（Ajmal Kasab）が生存したまま拘束・起訴され、2010年5月6日に死刑判決が言い渡された。死刑は2012年11月21日に執行された。インドでは、死刑の執行に大きな制限を加えているだけに、事件の重大性が裏付けられている。